# Tibeti írás
A tibeti írást a tibeti, dzongkha, ladaki és szikkim nyelvek lejegyzésére használják Tibetben, Bhutánban, Nepálban és Indiában. Az írás pontos eredete nem ismert, a tibeti buddhizmus hagyományosan az írás létrehozását az északkelet-indiai Thonmiszambhotának tulajdonítja, de a Bon vallásos hagyomány iráni illetve közép-ázsiai eredetűnek tartja. Bráhmi eredetű írásrendszer, amint azt a szótagstruktúrája, az ékezetek diakritikus jelekkel történő jegyzése, a betűk kanonikus elrendezése, fonológiai csoportosítása is bizonyítja.
Az írásnak különböző stílusirányzatai vannak, ezeket két fő változatba sorolhatjuk: dbu-can, „amelynek feje van” (ez a gyakrabban használt, számítógépes billentyűzeten fellelhető), illetve a kurzív típusú írásokat, (dbu-med azaz „fejetlen”) amely magában foglalja a viszonylag visszafogott dpe-jig „könyvírás”t vagy a gyors nkhjug-jig „futó írás”t.
A tibeti nyelv standard helyesírása gyakorlatilag nem változott, miközben a beszélt nyelv folyamatos átalakulásokon ment keresztül, például elvesztette a mássalhangzó-torlódásos kiejtést. A fejlődés eredményeként az összes modern tibeti nyelvjárásban (különösen a standard tibeti lhászai dialektusban) jelentős eltérés mutatkozik a helyesírási (amely még mindig tükrözi a 9. században beszélt tibetit), és a tényleges kiejtés között.
A tibeti szavak fonetikus átírására és transzliterációjára elég sok, többé-kevésbé jól működő rendszer létezik már nemzetközi szinten; a kettő közül a problematikusabb természetesen a fonetikai átírási rendszer létrehozása, hiszen a beszélt nyelv igen rugalmas, s szinte minden valamennyire elszigetelt nyelvi közösség sajátos ejtési módozatot hoz létre (amit általában nyelvjárásnak szoktak nevezni).
A tibeti nyelv magyar fonetikai átírására a szakkönyv jellegű tanulmányokban és fordításokban általában az angolos Wylie-féle transzliterációt alkalmazzák, és csak ritkán a kiejtés szerinti alakot használják.
A THDL (Tibetan and Himalayan Digital Library), A keleti nevek magyar helyesírása (141-164. o.) és a Terjék József: Tibeti-magyar szótár függelékében található összefoglalás alapján mégis összeállítható egy általánosan alkalmazható magyaros átírási rendszer.

## A tibeti írás
A fonetikus ejtés rendszerének megértéséhez ismerni kell a tibeti írást, a tibeti szótag elemeit, a betűket és azok egymáshoz viszonyított elhelyezkedését(pl. elé- és mögéírt, felé- vagy aláírt).
A tibeti írás rendszerét a 7. században fejlesztették ki egy indiai minta alapján. Ez nagy valószínűséggel hasonlított a dévanágarira, hiszen némi szerkezeti hasonlatosság nyilvánvaló a tibeti és szanszkrit írás között. Ilyen párhuzamok az indiai dévanágariban meglévő, a betűk tetejét összekötő vonalhoz (szkrt. sūtra) hasonlatos, de nem összefüggő „fej” megléte; a dévanágariban mātrának nevezett függőleges vonal szerkezeti jelenléte, valamint a ligatúrák alkalmazása (ez a tibetiben jóval egyszerűbb és felismerhetőbb, mint a dévanágariban, s nem is igazán nevezik őket ligatúrának. Ld. később). A mondat- és szövegtagolás különbözik. A tibeti a szótagokat a fej mellett lévő pontokkal választja el (cheg, Wylie: tsheg), a szóhatárokat nem jelöli, a tagmondatokat, mondatokat és a nagyobb értelmi egységeket egy vagy két függőleges vonallal jelzi. A nagybetűket nem ismeri, tehát nem világos első ránézésre, hogy hol kezdődik a mondat, vagy mi tulajdonnév.
A tibeti írás minden bizonnyal a korabeli nyelvállapotot és kiejtést tükrözi – amit ma archaikusnak neveznek, s bár az íráskép maradt, a modern kiejtés szinte felismerhetetlenségig megváltozott. Viszont nem mondhatjuk el, hogy a korabeli állapotok nem hagytak nyomot a kiejtésen, hiszen a sok mássalhangzó-torlódás és a szuffixumok eltűnése a hangsúly megjelenésén (mint a kínaiban), a mássalhangzók zöngésségén, hangmagasságon stb. hagyta nyomát.
A tibeti nyelv szótagírású, ami azt jelenti, hogy egy szóban egy magánhangzó van, ami előtt és után állhat (de nem kötelezően) bizonyos számú mássalhangzó, de egy szótag magánhangzóval együtt maximum 7 betűből állhat, melyek között egy – aminek jelentős szerepe van a kiejtésben – az alapbetű. A legtipikusabb példa egy maximális telítettségű szóra a bszgrubsz. Itt az alapbetű a ’g’. Az alapbetűhöz viszonyítva állapítjuk meg a többi betűnek a pozícióját, és ennek megfelelően mondjuk róla, hogy eléírt, föléírt, aláírt, mögéírt és még-mögéírt. E furcsa szerkezet azért van, mert a tibeti szavakat nem (csak) lineárisan építik, hanem függőlegesen is, ami azt jelenti, hogy megjelenhetnek bizonyos betűk az alapbetű alatt és fölött is. A fenti pozíciókat csak egy betű töltheti ki, kivéve a ligatúrához szorosan kapcsolódó aláírt ’v’ (nem túl gyakori, de például a grva-pa – ’szerzetes’ szóban, ahol mint látjuk, a g alapbetűt két mássalhangzó követi).

### Mássalhangzók
| Karakter | Angol (Wylie) | Magyar     |
| -------- | ------------- | ---------- |
| ཀ        | ka            | ka         |
| ཁ        | kha           | kha        |
| ག        | ga            | ga         |
| ང        | nga           | nga        |
| ཅ        | ca            | csa        |
| ཆ        | cha           | csha       |
| ཇ        | ja            | dzsa       |
| ཉ        | nya           | nya        |
| ཏ        | ta            | ta         |
| ཐ        | tha           | tha        |
| ད        | da            | da         |
| ན        | na            | na         |
| པ        | pa            | pa         |
| ཕ        | pha           | pha        |
| བ        | ba            | ba         |
| མ        | ma            | ma         |
| ཙ        | tsa           | ca         |
| ཚ        | tsha          | cha        |
| ཛ        | dza           | dza        |
| ཝ        | wa            | va         |
| ཞ        | zha           | zsa        |
| ཟ        | za            | za         |
| འ        | ’(a-chung)    | ’(acshung) |
| ཡ        | ya            | ja         |
| ར        | ra            | ra         |
| ལ        | la            | la         |
| ཤ        | sha           | sa         |
| ས        | sa            | sza        |
| ཧ        | ha            | ha         |
| ཨ        | -             | -          |

### Magánhangzók
Azokat a magánhangzókat, amelyek a bennfoglalt (inherens) /a/-tól eltérnek, diakritikus jelekkel jelöljük.
A ཀ ka példáján: ཀི ki, ཀུ ku, ཀེ ke, ཀོ ko. Amennyiben önállóan, vagy szókezdő helyzetben állnak, ábrázolásuk a mássalhangzósor utolsó karakterével ཨ (ritkábban a འ /acsung/) történik pl.: 
| ཨ a | ཨི i | ཨུ u | ཨེ e | ཨོ o |

| Független forma | mellékjelekkel | hangérték      |
| ཨ               |                | a              |
| ཨཱ               | ཱ               | á              |
| ཨི               | ི               | i              |
| ཨཱི               | ཱི               | í              |
| ཨུ               | ུ               | u              |
| ཨཱུ               | ཱུ               | ú              |
| ཨེ               | ེ               | e              |
| ཨཻ               | ཻ               | ai             |
| ཨོ               | ོ               | o              |
| ཨཽ               | ཽ               | au             |
| རྀ               | ྲྀ               | ri             |
| རཱྀ               | ཷ               | rí             |
| ལྀ               | ླྀ               | li             |
| ལཱྀ               | ཹ               | lí             |
| ཨཾ               | ཾ               | am             |
| ཨྃ               | ྃ               | am (anuszvára) |
| ཨཿ               | ཿ               | aḥ (viszárga)  |
|                 |                |                |

### Írásjelek
A tibeti írás két írásjelet használ: a szótagokat elválasztó pontot (tibeti nyelven: csheg) és a nagyobb szövegrészeket, tagmondatokat elkülönítő vonást (tibeti nyelven: se), melyet felsorolások esetén is gyakran alkalmaznak.

## Lineáris szerkezeti vázlat

A 'gremsz-szdon a.m. "bemutatás", v. "kiállítás" kétszótagú tibeti szó írásképe. Kiejtése:dremtön

A tibeti nyelv alapszókincse egy szótagú szavakból áll. A mégis előforduló több szótagú szavak ragozott, illetve összetett szavak. 
Az írás szigorúan kötött szótagszerkezetű: a leírt szó magva a szótagképző magánhangzó (radikális), az ez elé írt, fölé írt (preradikálisok), alá írt (posztradikális), mögé írt (finális), és az mögé írt (posztfinális) karakterek alkotják a szó írásképét. A leghosszabb tibeti szó tehát hét karakterből állhat.
Egy maximális karakterhosszúságú, az archaikus tibeti nyelvjárásokra jellemző mássalhangzó-torlódásos szó példáján:
Íráskép: བསྒྲུབས་ = bszgrubsz („teljesítette”).
| བ | ས | བ | ས |
|   | ག |   |   |
|   | ར |   |   |
|   | ུ  |   |   |

| /b/ eléírt | /sz/ föléírt    | /b/ mögéírt | /sz/ még-mögéírt |
|            | /g/ alapbetű    |             |                  |
|            | /r/ aláírt      |             |                  |
|            | /u/ (mellékjel) |             |                  |

Nem jelenhet meg bármelyik betű bármelyik pozícióban, adott helyen csak bizonyos mássalhangzók állhatnak.
Alapbetű lehet: Bármelyik 30 mássalhangzó
Eléírtak lehetnek:  ག,ད,བ,མ,འ  (ga, da, ba, ma, acshung)
Föléírtak lehetnek:  ར, ལ, ས  (ra, la, sza)
Aláírtak lehetnek: ཡ( ྱ), ར( ྲ), ལ, ཝ( ྭ) (ja, ra, la, va), zárójelben az aláírtak módosult írása.
Mögéírtak lehetnek. ག,ང,ད,ན,བ,མ,འ,ར,ལ,ས (ga, nga, da, na, ba, ma, acshung, ra, la, sza)
Még mögéírtak lehetnek:  ས, ད (sza, [da])
A létező pozíciók nem mindig vannak kitöltve, ilyenkor a tibeti szóban lehetséges betűkombinációk alapján kikövetkeztethető, hogy melyik az alapbetű. Az alapbetű többnyire a magánhangzó előtt áll a latinbetűs átírásban, közéjük csak az aláírtak állhatnak, amiből összesen 4 létezik: r, l, j, v.
Ami a magánhangzókat illeti, az ’a’ hang jelöletlen, s a szóban a magánhangzó hiánya jelöli ezt a hangot. Az ’e’-t, ’o’-t és ’i’-t az alapbetű függőleges vonalában fölülre írjuk, az ’u’-t alulra (akárcsak a dévanágariban).
Van azonban az ’a’-nak két különböző írott formája is.
Az egyik ilyen az acshung (kis ’a’), amit a Wylie és a magyaros átírási rendszer aposztróffal jelöl a szótag elején (és néha a végén is). Ha szótag elején szerepel, akkor ’h’-val is átírhatjuk, ami nem jelöl teljes értékű magánhangzót (inkább nyögésszerű hang), ami mellett a szóban szerepel egy ’igazi’ magánhangzó is (pl. hbrasz/’brasz – ’rizs’). Az acshung megjelenhet a szótag végén is, ha az nyílt szótag és ’a’-ra végződik. Például dga – ’örül’. Ezt a Terjék-szótár és Wylie így írja át: dga’, ahol logikailag az aposztróf elhagyható, mert enélkül is egyértelmű az acshung jelenléte, hiszen az aposztróf nélküli átírás alapján is tökéletesen rekonstruálható a tibeti. Utolsó alkalmazása pedig a magánhangzóval kezdődő szavak esetében alapbetűként szerepeltetése. Ha a-val kezdődik, akkor önmagában, ha más magánhangzóval, akkor csupán az alá- vagy föléírt magánhangzók ’megtartására’ szolgál, fonetikai értéke nulla.
A másik ’a’ az acshen (nagy ’a’), ami önállóan az ’a’hang jelölésére, valamint a mantrákban alapbetűként a magánhangzók megtartására szolgál, aminek a fonetikai értéke ilyenkor szintén nulla – akárcsak az OM magszótag esetében, ahol középen egy nagy ’a’ van, fölötte van az ejtett O, majd azon egy pont félholddal (ami nem a tibeti írásrendszer része, hanem a szanszkrit anusvara M tibeti kölcsönzése).

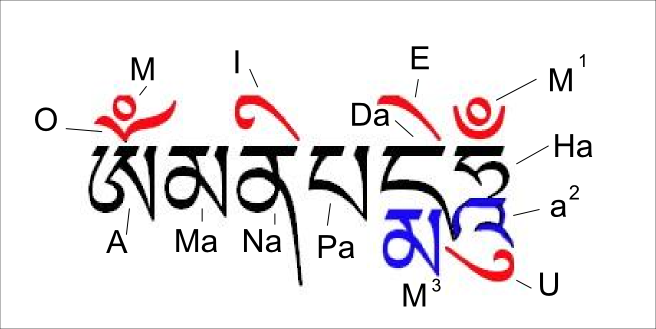
Az OM MANI PADME HUM mantra tibeti betűkkel. Pirossal a magánhangzók, kékkel az aláírt betűk. 1.) Nazális hangzó, anuszvára (m) 2.) Acsung, (kis "a"), segédjel 3.) Aláírt "M"

## A transzliterációs rendszer
A legelterjedtebb nemzetközi tibeti átírási rendszer a Wylie-féle rendszer, az angol szövegek többségében ezt alkalmazzák, de persze találkozhatunk franciás vagy más átírásokkal is. Az összetartozó szótagokat a szövegek kritikai feldolgozásában kötőjelekkel kapcsolják össze, de gyakran a szöveg központozása teljesen megfelel az eredeti tibetinek, azaz nincs kötőjelezés és nem teszünk ki mondatjeleket. A magyarul megjelenő népszerű tibeti buddhista könyvekben szereplő átírások eseteiben helyesebb lenne a kötőjel nélküli változatot használni, mert a kötőjelezés pontos nyelvtudást igényel, amíg a másik csak szimpla másolás. (Az alábbi táblázatban félkövérrel vannak jelölve azok a betűk, amelyek eltérnek a Wylie-féle angol és a magyar fonetikus átírásban.)
| Angol (Wylie) | k | kh | g | ng | c  | ch  | j   | ny | t | th | d | n | p | ph | b | m | ts | tsh | dz | zh | z | ’ (a-chung) | y | r | l | sh | s  | h | a | i | u | e | o |
| Magyar        | k | kh | g | ng | cs | csh | dzs | ny | t | th | d | n | p | ph | b | m | c  | ch  | dz | zs | z | ’ (acshung) | j | r | l | s  | sz | h | a | i | u | e | o |

A fonetikus átírás során ez a táblázat bizonyos tekintetben egyszerűsödik (a hehezetesek többségének esetében), másokban pedig bonyolódik (a magánhangzók esetében, mivel bejönnek az umlautok és ékezetes magánhangzók).

## Egyszerűsített fonetikus átírási szabályok

### Általános tudnivalók
Az itt bemutatott magyarosított tibeti fonetikus átírási rendszer nem teljesen illeszkedik a magyar hangállomány nagyobb lehetőségeihez, tehát a magyarok nyelvi adottságainak szempontjából nézve némileg tökéletlen. Viszont szem előtt kell tartani, hogy a tibeti buddhizmussal elsősorban az angol közvetítőnyelven keresztül ismerkedünk, ahol már kialakult és régóta használatban lévő fonetikai átírási formák léteznek. Szinte mindig ezekkel találkozunk, ezért a tibetivel csak közvetett módon vagyunk kapcsolatban, a feladatot az angol dekódolása jelenti.
A kódolási sor első láncszeme az, ahogyan a tibetiből létrehozták az angol THDL rendszert – ezzel szintén érdemes megismerkedni, ha véletlenül az eredeti szöveggel találkoznánk. Ugyanis az egységesség miatt ekkor is az angol alapján létrejött magyaros átírást kell használni. A tibeti angolos-magyaros fonetikai átírásának kritériumai:
- A kiejtés alapja a standard, lhászai nyelvjárás.
- A cél a könnyű használhatóság és egyértelműség.
- A magyar rendszer a THDL-t követi, ezért bemutatása azzal párhuzamos.
- A THDL rendszerben megadott hangkapcsolódásokból született jelek számát (a fonetikai kódok számát), vagyis az általa felállított hangtani törvényszerűségeket nem növelem. Ennek oka az egyszerűségre törekvés, valamint az, hogy úgyis az angolt kell alapul vennünk az esetek többségében.
- A diakritikus jelek használatának kerülése (pl.ā, ś, ŗ)
- Mivel szótagírásról van szó, egy szót több szótag is alkothat. Az egybe és különírásukban az értelemszerűség elvét követjük.
- A közszók, a tulajdon- és földrajzi nevek helyesírását (kötőjelezését pl.) a magyar helyesírási szabályok szerint kell megszabni, s a tibeti szavak mondatbeli funkciójának jelzését (ragok, képzők használata) szintúgy.

### A fonetikus átírási rendszer
Alább a THDL szabályait írtam le, melyek teljesen megegyeznek a magyarba adoptáltakéval. Az angol mellett a zárójelekben a magyar kiejtés és betűhasználat áll, melyek viszonya – ha nincs kiemelve – megegyezik a fenti táblázatban bemutatottal: k (k), kh (kh), g (g), ng (ng), ch (cs), ch (cs), j (dzs), ny (ny), t (t), d (d), n (n), p (p), b (b), m (m), ts (c), dz (dz), w (v), zh (zs), z (z), a=’ (a), y (j), r (r), l (l), sh (s), s (sz), h (h), a (a), i (i), u (u), e (e), o (o) + magánhangzók: é (é), ö (ö), ü (ü).

Összefoglaló táblázat:
| Angol (THDL) | k | kh | g | ng | ch | j   | ny | t | d | n | p | b | m | ts | dz | w | zh | z | a=' | y | r | l | sh | s  | h | a | i | u | e | o | é | ö | ü |
| Magyar       | k | kh | g | ng | cs | dzs | ny | t | d | n | p | b | m | c  | dz | v | zs | z | a   | j | r | l | s  | sz | h | a | i | u | e | o | é | ö | ü |

Az é-n kívül ne használjunk hosszú magánhangzókat, mert megjelenésüket szabályhoz nem tudjuk kötni. Tehát nem túl szerencsés a láma, Lhásza, Rinpócse írásmód, viszont sajnálatos módon ezek már viszonylag mélyen beépültek a köztudatba. Ezekben elég sok a következetlenség, hiszen az eddigi magyaros átírással: bla ma → láma, viszont bla brang → Labrang és nem Lábrang. A modern lhaszai tibeti hangkészletének nemzetközi fonetikai átírása szerint is minden bizonnyal egy sereg különböző képzéshelyű reprezentációja van az a-nak a környezettől függően: [a][æ][ə] [e] stb., viszont ha nem jelöljük mindet (a megfelelő szabályok ismertetése mellett), akkor nem javasolt egyiknek sem a különösebb preferálása (á) sem. Ugyanez vonatkozik a többi hosszú magánhangzóra (talán az é kivételével).
A konzisztencia érdekében ügyelni kell arra, hogy ne azt írjuk le, amit a magyar fülünkkel hallunk, hanem azt, amit a tibeti írásképből az alábbi szabályok alapján megállapítunk. Például Rinpocsé helyett ne írjunk „Rimpócse”-t, mert az eredeti tibeti: rin po che.
Ha az alábbi szabályokat használjuk a fonetikus átíráshoz, biztosan sok olyan esettel fogunk találkozni, ami eltér az eddig bevett magyar szokástól. Viszont bármilyen rendszert is hozzunk létre, mindenképpen fog ilyen példákat eredményezni. Ezeket talán érdemes feláldozni az egységesség érdekében. (pl.: byang thang → eddig: Csang-tang, ezután: Dzsang-tang; bla ma→ eddig: láma, ezután: lama)

## A THDL és a magyaros fonetikus átírás általános szabályai
- A fonetikus átírásban nincsenek hehezetesek a kh kivételével (ch/c→ch(cs), th/t→t(t), ph/p→p(p), tsh/ts→ts(c)). A c-ch párnál megmaradt ch nem hehezetes: azért választották ezt, hogy ne lehessen keverni a c angolos k olvasatával (pl. cat).
- Minden kiejtetlen betű jelöletlen a szótagban. Ez vonatkozik a föléírt r(r), l (l), s (sz), az eléírt g, d, b, m és ’, a mögéírt d, ’ és s (sz), valamint a még-mögéírt s (sz) és d hangokra. Ezek elhagyása azonban nyomot hagy a magánhangzó és az alapbetű ejtésén.

| eléírt       | föléírt      | ALAPBETŰ            | aláírt  | magánhangzó                    | mögéírt         | még-mögéírt |
| ------------ | ------------ | ------------------- | ------- | ------------------------------ | --------------- | ----------- |
| (többnyire)Ø | (többnyire)Ø | ejtett, módosítható | módosít | módosítható biz. mögéírt által | d, s(sz), ’ → Ø | s → Ø       |

- Az alábbi mögéírtak ejtendők: g, ng, m, b, n, r, l. Az élőbeszédben általában az r és l szuffixumok eltűnnek, de megnyújták az előttük álló magánhangzót. A THDL-ben azonban ezek megmaradnak, mert az artikulált ejtés során hallhatóak.

Az alábbiakban példák találhatóak magyaros, Wylie átírással, THDL és magyaros kiejtéssel:
| magyaros átírás | Wylie-átírás  | THDL-ejtés       | magyaros ejtés   |
| --------------- | ------------- | ---------------- | ---------------- |
| dag pa          | dag pa        | dakpa            | dakpa            |
| ring po         | ring po       | ringpo           | ringpo           |
| rin cshen       | rin chen      | Rinchen          | Rincsen          |
| Lab             | lab           | lap              | lap              |
| dum bu          | dum bu        | dumbu            | dumbu            |
| dmar po         | dmar po       | marpo            | marpo            |
| ril bu          | ril bu        | rilbu            | rilbu            |
| sza szkja pa    | sa skya pa    | Sakyapa          | Szakjapa         |
| blo bzang       | blo bzang     | Lozang (Lopzang) | Lozang (Lopzang) |
| rnying ma pa    | rnying ma pa  | Nyingmapa        | Nyingmapa        |
| dge lugsz pa    | dge lugs pa   | Gelukpa          | Gelukpa          |
| gzsisz ka rce   | gzhis ka rtse | Zhikatsé         | Zsikacé          |
| mar me          | mar me        | marmé            | marmé            |
| dge bsesz       | dge bshes     | geshé            | gesé             |

### Speciális szabályok
A tibeti szavak ejtésének és átírásának részletes szabályait a Tibeti nevek átírása átírási irányelv tartalmazza.

### Szóhatárok
A tibeti írásban csak a szótaghatárokat jelölik, a szóhatárokat nem. (Ritkán e pontokkal (cheg) két szótagot is egybekapcsolhatnak.) Az olvasónak kell eldöntenie, hogy mely szótagok alkotnak egy szót.
A személynevek és terminuszok szótagkapcsolásának általános szabályai:
- monoszillabikus szavak azok is maradnak az átírásban.
- A kétszótagú szavakat egybeírjuk: lha sa → Lhasa (Lhasza), bsod nams → Sönam (Szönam), sngon po → ngönpo (ngönpo)
- A háromszótagú szavakat is egybeírjuk: lha mo skyid → Lhamokyi (Lhamokji), dpal ldan rgyal → Pendengyel (Pendengjel). Figyelem: vigyázz arra, hogy helyesen állapítsd meg az egy szóba tartozó szótagokat: bod rang skyong ljongs → Bö rangkyongjong (Bö rangkjongdzsong), bu ston ron chen grub → Butön Rinchendrup (Butön Rincsendrup).
- A négyszótagú szavakat két szóval írjuk át: bsod nams rin chen – Sönam Rinchen (Szönam Rincsen), gang byung ma byung → gangjung majung (gangdzsung madzsung).
- Az általában a szót követő nyelvtani partikulákat egybeírjuk a szóval: chos kyi rnam grangs → chökyi namdrang (csökji namdrang), gtan la phab pa → tenla pappa (tenla pappa). Ha megelőzi a szót, akkor a mögötte állóval írjuk egybe: ma byas pa → majepa (madzsepa)

### A magyaros helyesírás
- a tibeti szavak kiejtés szerint átírt változata a magyar mondatban úgy funkcionál, mint bármely más teljes értékű magyar szó. Ennek megfelelően ugyanolyan szerkesztési elvek és szabályok mellett szerepelhetnek nyelvtani elemekkel, mint a többi szó teszi. Például vonatkozik rá a ragok okozta esetleges magánhangzó-hosszabbodás (dalai lamánál), az –i képzős földrajzi- és tulajdonnevekre vonatkozó aktuális szabályok stb.
- titulusokat kisbetűvel írunk (pacsen lama)
- A köznévi utótagú földrajzi nevekben a közszót kötőjellel kapcsoljuk a főelemhez: -co (tó), -csu (folyó), -tang (fennsík), -la (hágó), -ri (hegy), -gangri (havas hegy), -tangla (hegység). Pl.: Nam-co, Kji-csu, Dri-csu, Dzsang-tang stb.
- A közszói elemet le is fordíthatjuk: Nam-tó, Kji-folyó stb.
- A ce (orom), sza (föld), dzong (város, falu, erőd) közszói elemeket egybeírjuk a főelemmel (Gjance).

## Példák
| Tibeti íráskép            | Betűhív-átírás (irodalmi tibeti)            | Magyaros átírás                                  |
| འཇིགས་མེད་གེ་སར་རྣམ་རྒྱལ་དབང་ཕྱུག | ’dzsigsz-med-ge-szar-rnam-rgjal-dbang-phjug | Dzsigme Keszar Namgyal Vangcsuk (Bhutáni király) |
| སངས་རྒྱས                    | szangsz-rgjasz                              | szangye (Buddha)                                 |
| བྱང་ཆུབ་སེམས་དཔའ             | bjang-cshub-szemsz-dpa’                     | csangcsubszempa (bodhiszattva)                   |
| དགོན་པ                     | dgon-pa                                     | gonpa (monostor)                                 |
| འཁོར་བ                     | ’khor-ba                                    | korba (létforgatag)                              |
| ཐེག་པ་ཆེན་པོ                 | theg-pa-cshen-po                            | tegpacsenpo (mahájána buddhizmus)                |
| མྱ་ངན་ལས་འདས་པ             | mja-ngan-lasz ‘dasz-pa                      | nyangenle depa (nirvána)                         |
| འགྲེམས་སྡོན                   | ’gremsz-szdon                               | dremtön (bemutatás, kiállítás)                   |
| ང་བོད་པ་ཡིན                 | nga Bod pa jin                              | nga Bö pa jin (tibeti vagyok)                    |
| རྗེ་བཙུན་མི་ལ་རས་པ            | rdzse-bcun-mi-la-rasz-pa                    | Dzsecün Milarepa                                 |